# Quebec and Megantic Land Company
La Quebec and Megantic Land Company  a été fondé en 1838 par plusieurs investisseurs afin d'acquérir et de gérer le développement de 890 km2 (220 000 acres) de Terre de la Couronne dans les Cantons-de-l'Est (Québec), juste au sud des seigneuries de la Beauce (Québec) afin de favoriser l'immigration de sujets britanniques dans cette région du Bas-Canada.

## Territoire et développement
La colonisation à l'époque de la Nouvelle-France, s'était développée sur les seigneuries longeant la Rivière Chaudière jusqu'à Sartigan (Saint-Georges (Québec)) sur la Seigneurie Aubert-Gallion et Aubert de l'isle. La vaste étendue de terre non arpentée et inoccupée des cantons au sud ne comprenait aucune route ou défrichement; les futures colons de la BALCO débarquaient à Montréal et devaient atteindre après un difficile voyage les cantons à developper. La nouvelle compagnie espérait attirer plus d'immigrants venant des Iles Britanniques qui débarqueraient à Québec et seraient plus près des cantons de la Beauce. Le voyage par la route Kennebec était beaucoup plus court et la compagnie espérait attirer plus d'immigrants. Mais peu de colons répondirent à l'appel. La Rébellion des Patriotes fit aussi diminuer l'immigration venant de l'Empire britannique également encouragée par la British American Land Company ou BALCO dans les cantons plus au sud.

## Limite du territoire
Le territoire disponible de la compagnie comprenaient plusieurs cantons autour du Grand lac Saint-François situé au nord des cantons de la BALCO et à l'est des cantons des Bois-Francs, dont de grande parcelles avaient été accordées à de riches marchands anglophones. La compagnie commença a ouvrir le chemin lambton à partir de Beauceville en traversant les cantons de Price, Lambton, Aylmer et Forsyth en 1839. Au lieu d'attirer les propriétaires anglais; ce furent les francophone qui se mirent à développer les terres vers le grand lac Saint-François. Quelques années plus tard, Le chemin Lambton fut continué pour combler les 30 km jusqu'au cantons de Winslow et Lingwick pour rejoindre le chemin Victoria de la BALCO jusqu'à Scotstown et Cookshire. L'ouverture du chemin Shenley et du chemin Jersey qui longeait la rivière Chaudière permirent aux habitants de la Beauce le développement des cantons par les francophones vers le Lac Mégantic.